# Peter Allday
Peter Charles Allday (ur. 27 czerwca 1927 w Wandsworth, dzielnicy Londynu, zm. 10 marca 2018 w Bexhill-on-Sea) – brytyjski lekkoatleta, specjalista rzutu młotem, dwukrotny olimpijczyk, medalista  igrzysk Imperium Brytyjskiego i Wspólnoty Brytyjskiej, na których reprezentował Anglię.
Po II wojnie światowej służył w brytyjskiej armii w wojskach spadochronowych oraz w piechocie. Stacjonował m.in. w Palestynie i w Niemczech. Po zakończeniu służby zaczął wyczynowo uprawiać lekką atletykę.
Zajął 21. miejsce w rzucie młotem na igrzyskach olimpijskich w 1952 w Helsinkach oraz 5. miejsce w tej konkurencji na igrzyskach Imperium Brytyjskiego i Wspólnoty Brytyjskiej w 1954 w Vancouver. Na igrzyskach olimpijskich w 1956 w Melbourne zajął 9. miejsce w rzucie młotem.
Zdobył brązowy medal w na igrzyskach Imperium Brytyjskiego i Wspólnoty Brytyjskiej w 1958 w Cardiff. Na mistrzostwach Europy w 1958 w Sztokholmie zajął 18 miejsce.
Był mistrzem Wielkiej Brytanii (AAA) w rzucie młotem w 1956, wicemistrzem w tej konkurencji w 1953 oraz brązowym medalistą w 1951, 1952, 1955 i 1963.
2 września 1956 w Bisham ustanowił rekord Wielkiej Brytanii w rzucie młotem rezultatem 59,61 m.
Jego żoną przez pewien czas była Suzanne Allday, brytyjska lekkoatletka, dyskobolka i kulomiotka, olimpijka z 1952, 1956 i 1960.